# معادن الذهب
معادن الذهب، تألیف یحیی بن حمید بن ظافرطائی معروف به ابن‌ابی‌طی، یکی از مورخان شیعی حلب بود. از کتاب بزرگ معادن الذهب ابن‌ابی‌طی، بخش‌هایی در آثار ابن‌فرات و ابوشامه به جای مانده که برخی از آنها مورد کلود کاهن قرار گرفته‌است. همچنین ابن خلکان، ابن شخه، راغب، صفدی و ذهبی از تاریخ وی نقل کرده‌اند. ابن‌ابی‌طی، در معادن الذهب به اسناد و شنیده‌های خود اهمیت فراوان است. اما با این حال، نقل‌قول‌های وی بسیار کوتاه و مختصرند. فصل‌هایی از معادن الذهب به حکومت صلاح‌الدین و فرزندش، الظاهر، اختصاص دارد و اطلاعات وی دربارهٔ تاریخ شام قابل توجه است.